# 탈인산화
탈인산화(脫燐酸化, 영어: dephosphorylation)는 생화학에서 유기 화합물로부터 인산기(PO43−)를 가수분해로 제거하는 것이다. 탈인산화는 가역적인 번역 후 변형 과정이다. 탈인산화 및 이에 반대되는 인산화는 인산 에스터 및 인산 무수물을 분해하거나 결합시켜 효소를 활성화시키거나 비활성화시킨다. 탈인산화의 주목할 만한 예로는 ATP가 ADP와 무기인산(Pi)로 전환되는 과정이 있다.
탈인산화는 일종의 가수분해효소를 사용하여 에스터 결합을 분해한다. 탈인산화에 사용되는 두드러진 가수분해효소의 하위 부류로는 인산 모노에스터를 인산 이온과 자유 하이드록실기(-OH)가 있는 분자로 가수분해하여 인산기를 분해하는 인산가수분해효소가 있다.
가역적인 인산화-탈인산화 반응은 모든 생리 과정에서 일어나며, 생물의 생존에 필요한 단백질 인산가수분해효소의 기능을 위해 필요하다. 단백질의 탈인산화는 세포 신호전달과 관련된 핵심적인 과정이기 때문에 단백질 인산가수분해효소는 심장 질환, 당뇨병 및 알츠하이머병과 같은 질환과 관련이 있다.

## 역사
탈인산화의 발견은 토끼의 골격근으로부터 분리된 가인산분해효소를 조사한 일련의 실험에서부터 비롯되었다. 1955년에 에드윈 게르하르트 크레브스와 에드먼드 헨리 피셔는 방사성 동위 원소로 표지된 ATP를 사용하여 가인산분해효소의 세린 잔기에 인산기를 첨가하여 인산화를 통해 가인산분해효소가 b형에서 a형으로 전환되는 것을 확인했다. 그 후 크레브스와 피셔는 이러한 인산화가 인산화효소 캐스케이드의 일부임을 보여주었다. 마지막으로 토끼의 간으로부터 인산화된 형태의 효소인 가인산분해효소 a를 정제한 후 이온교환 크로마토그래피를 사용하여 인단백질인 인산가수분해효소 I과 인산가수분해효소 II를 확인했다.
이러한 탈인산화 단백질의 발견 이후 인산화 및 탈인산화의 가역적인 특성은 주로 효소에서 볼 수 있지만, 효소가 아닌 단백질을 포함하는 광범위한 기능성 단백질과도 관련이 있다. 에드윈 게르하르트 크레브스와 에드먼드 헨리 피셔는 가역적인 단백질 인산화를 발견한 공로로 1992년에 노벨 생리학·의학상을 수상했다.

## 기능

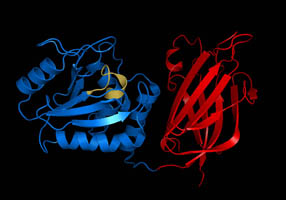
사람의 인산가수분해효소 및 텐신 동족체(PTEN). 파란색의 N-말단 인산가수분해효소 도메인의 활성 부위는 노란색으로 표시되어 있다. C-말단의 C2 도메인은 빨간색으로 표시되어 있다.

특정 표적 단백질 내에서 세린, 트레오닌, 티로신과 같은 중성이지만 극성인 아미노산의 하이드록실기의 인산화 및 탈인산화는 모든 생리 과정의 조절에 있어 기본적인 부분이다. 인산화는 하이드록실기의 산소가 ATP의 알파 인산을 친핵성 공격하는 것을 통해 하이드록실기와 인산기의 공유결합성 변형을 포함한다. 탈인산화는 물 분자를 첨가하고 원래의 인산기를 방출하여 하이드록실기를 재생함으로써 수화 반응을 통해 인산기를 제거하는 것을 포함한다. 두 가지 과정 모두 가역적이며, 두 메커니즘 중 하나를 사용하여 단백질을 활성화시키거나 비활성화시킬 수 있다. 단백질의 인산화는 입체 구조를 변경하여 특정 리간드에 대한 결합을 변경하여 단백질의 활성을 증가시키거나 감소시키는 것과 같은 많은 생화학적 효과를 나타낸다. 인산화 및 탈인산화는 구조 단백질, 효소, 막의 통로 단백질, 신호 분자, 다른 인산화효소 및 인산가수분해효소와 같은 모든 유형의 단백질에서 사용할 수 있다. 이러한 과정들의 합을 포스포레귤레이션(phosphoregulation)이라고 한다. 인산화가 제대로 조절되지 않으면 질병이 생길 수 있다.

### 번역 후 변형
단백질을 합성하는 동안 mRNA를 번역하는 리보솜에 의해 생성되는 폴리펩타이드 사슬은 성숙한 형태가 되기 전에 가공되어야 한다. 단백질의 탈인산화는 종종 효소를 활성화 또는 불활성화시킴으로써 단백질의 행동을 조절하는 메커니즘이다. 단백질 합성 장치의 구성 성분들도 인산화 및 탈인산화를 통해 단백질 합성 속도를 조절한다.
번역 후 변형의 일환으로 인산기는 세린, 트레오닌, 티로신에서 제거될 수 있다. 따라서 세포 내 신호전달 경로는 다양한 단백질들의 순차적 인산화 및 탈인산화에 따라 달라진다.

### ATP
ATP4− + H2O ⟶ ADP3− + HPO42− + H+
아데노신 삼인산(ATP)은 모든 생물에서 에너지 "화폐"로 기능한다. ATP의 자발적인 탈인산화 반응에서 30.5 kJ/mol (7.3 kcal/mol)의 에너지가 방출되는데, 이는 세포 반응을 구동시키는 데 사용된다. 전반적으로 ATP의 자발적인 탈인산화 반응과 짝지어진 비자발적 반응은 합쳐진 반응의 음의 자유 에너지 변화 때문에 자발적인 반응이 된다. 이것은 산화적 인산화를 구동시키는 데 중요하다. ATP는 ADP와 무기인산(Pi)로 탈인산화된다.
세포 수준에서 ATPase의 탈인산화는 세포 안팎의 이온의 흐름을 결정한다. 양성자 펌프 저해제는 위장관의 ATPase에 직접적으로 작용하는 약물이다.

### 다른 반응에서의 탈인산화
ATP 이외의 다른 분자들은 다른 생물학적 시스템의 일부로서 탈인산화를 겪는다.m다른 화합물들은 탈인산화의 결과로 다른 자유 에너지의 변화를 겪는다.
| 분자                     | 자유 에너지의 변화 |
| ------------------------ | ------------------ |
| 아세틸 인산              | 47.3 kJ/mol        |
| 포도당 6-인산            | 13.8 kJ/mol        |
| 포스포엔올피루브산 (PEP) | -61.9 kJ/mo        |
| 포스포크레아틴           | 43.1 kJ/mo         |

실로사이빈 또한 탈인산화에 의존하여 실로신으로 대사되고 추가로 제거된다. 자유 에너지의 변화에 대한 실로사이빈의 영향에 대한 정보는 현재 제공되지 않는다.

### 광계 II에서 탈인산화의 중요성
광합성의 광의존적 반응에서의 첫 번째 단백질 복합체는 광계 II이다. 광계 II가 빛을 흡수하면 P680으로부터 고에너지 전자가 방출되어 전자 수용체로 전달된다. 산화된 P680은 물의 광분해로 방출된 전자에 의해 다시 환원된다. 광계 II는 특히 온도에 민감하며, 탈인산화는 다양한 온도에 반응하는 가소성의 동인으로 간주되고 있다. 광합성을 할 때 틸라코이드 막에서 가속화되는 단백질의 탈인산화는 고온에서 일어나며, 광계 II 내의 주요 단백질들의 탈인산화에 직접적인 영향을 미친다.

## 질병에서 탈인산화의 역할

### 병리학
위장관에서 막 ATPase 및 양성자 펌프의 과도한 탈인산화는 가성 소화산의 분비율을 증가시킨다. 이로 인해 속쓰림과 식도염이 발생한다. 헬리코박터 파일로리의 감염과 함께 소화성 궤양염은 낮은 pH에서 탈인산화가 유발되어 발생한다.
미세소관 관련 단백질인 타우는 알츠하이머병을 앓고 있는 환자의 뇌에서 분리될 때 비정상적으로 과인산화(hyperphosphorylation)된다. 이것은 타우 단백질의 특정 아미노산에서 탈인산화 메커니즘의 기능 장애 때문이다. 타우 단백질의 탈인산화는 단백질 인산가수분해효소-2A와 단백질 인산가수분해효소-2B에 의해 촉매된다. 하나 또는 두 효소의 결핍이나 변형은 알츠하이머병에서 타우의 비정상적인 인산화와 관련될 수 있다.
또한 탈인산화는 심장 질환, 특히 심장 박동의 근본적인 힘을 제공하는 것의 핵심인 액틴-마이오신 상호작용의 변화와 관련이 있다. 탈인산화는 액틴-마이오신 상호작용을 직접적으로 조절하는 마이오신 순환 반응속도론의 핵심적인 부분이다. 탈인산화 과정이 중단되면 칼슘 의존적 심장 수축이 손상되거나 완전히 비활성화된다.
연구는 또한 탈인산화에 대한 변형이 당뇨병과 관련된 생리 과정에 영향을 미친다고 제안했다. 인슐린 수용체 기질-1/2, Akt, ERK1/2, 인단백질의 탈인산화에 대한 반응속도론은 인슐린 수용체 신호전달에 관여하는 것으로 나타났으며, 생체 외 모델은 탈인산화 반응속도론의 변화가 인슐린 자극의 상류 및 하류에 영향을 미친다는 것을 보여준다.

### 치료
양성자 펌프의 저해는 위장관의 산성도를 현저하게 감소시켜 산과 관련된 질환의 증상을 완화시킨다. 그 결과 pH의 변화는 소화성 궤양의 주요 원인인 헬리코박터 파일로리 세균의 생존을 감소시킨다. 양성자 펌프 저해제가 장 내에서 이러한 세균의 증식을 억제시키면, 침식성 역류가 호전된다. 탈인산화를 통해 AMP 활성 단백질 인산화효소(AMPK)를 저해하는 약물의 사용으로 심장병 치료법이 개선되었다. 당뇨병 치료에서 설포닐유레아는 포도당 운반체인 GLUT4의 탈인산화를 자극하여 인슐린 저항성을 감소시키고, 포도당의 이용률을 증가시킬 수 있다.

## 연구 응용
탈인산화는 분자생물학, 특히 제한 효소를 사용한 클로닝에서 중요한 역할을 할 수 있다. 클로닝 벡터의 절단된 말단은 인산화로 인해 연결 단계 동안 다시 결합될 수 있다. 탈인산화 인산가수분해효소를 사용하면 재결합을 막을 수 있다. 이러한 알칼리성 인산가수분해효소는 종종 자연으로부터 얻을 수 있으며, 가장 일반적인 것은 송아지 장에서 얻을 수 있는 송아지 장내 알칼리성 인산가수분해효소(CIP)이다.

## 같이 보기
- 인산가수분해효소
- 가인산분해효소
- 인산화
- 인산화효소